# Elastomehanika
Elástomehánika ali tudi mehánika trdnín (čeprav redko) je veja mehanike kontinuov, ki obravnava deformacije trdnih teles, oziroma njihovo trdnost, pri čemer se ne ukvarja z mikroskopsko zgradbo snovi, ampak to obravnava kot kontinuum. Sila in raztezek vzmeti (silomera) se enakomerno povečuje.